# Turné
Turné je série po sobě jdoucích koncertů, nebo vystoupení hudebních skupin, zpěváků, nebo jakéhokoliv hudebního tělesa, se stejným programem, který se v průběhu turné opakuje na různých místech. Na některých místech se může koncert opakovat i několikrát.
Výraz se používá i ve sportu, například jako exhibiční turné, nebo Turné čtyř můstků. Zřídka se používá i při jiných příležitostech (např. přednáškové turné).